# Bob Sapp

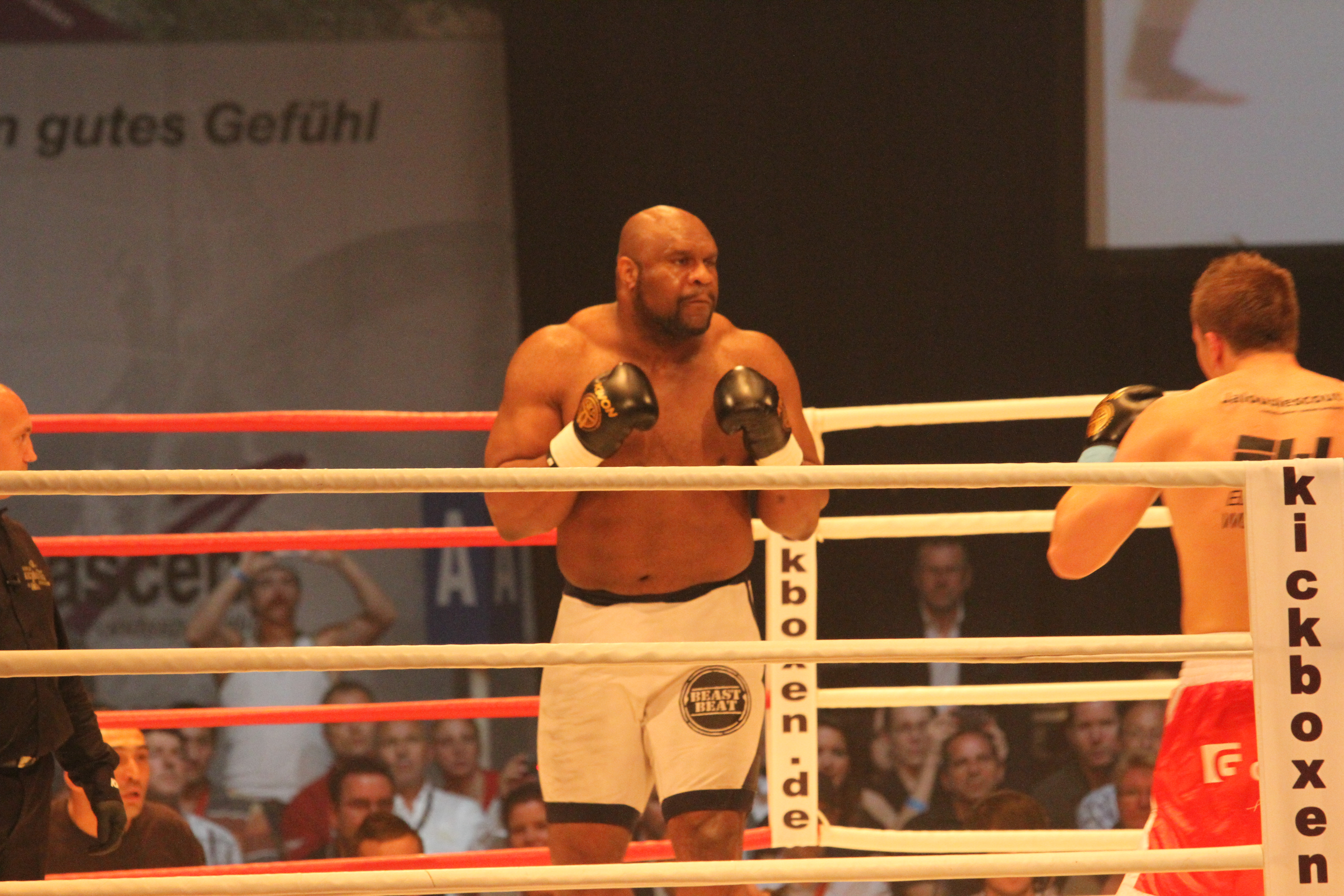
Bob Sapp 2011

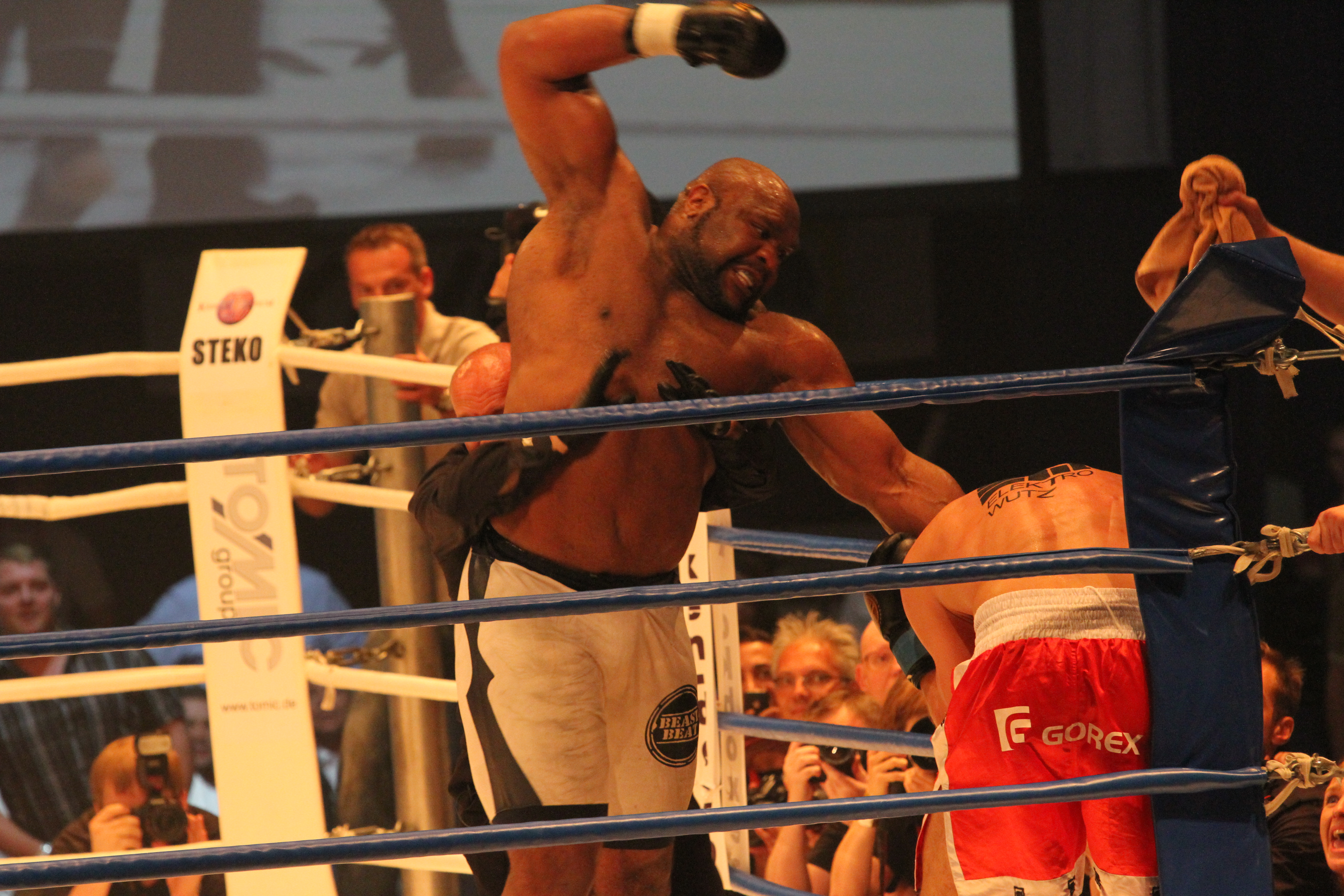
Bob Sapp in action

Robert Malcolm "Bob" Sapp, mer känd som Bob "The Beast" Sapp, född 22 september, 1973, i Colorado Springs, Colorado, är en amerikansk kickboxare, MMA-fighter och wrestlare. Hans match mot Akebono Tarō 2003 var den mest sedda inom MMA någonsin. Han har tidigare varit proffs i amerikansk fotboll. Han är välkänd i Japan, där han har medverkat i reklamer och TV-program. Han har även släppt en CD vid namn, "It's Sapp Time".
Han tävlar främst sina MMA-matcher i Korea och Japan, inom MMA ligger han (juni 2012) på 11 vinster, 15 förluster, och 1 oavgjord match.
Den 25 november 2010 medverkade han i radioprogrammet Vakna med The Voice där han bland annat krossade ett äpple genom att klämma det i handen och lyfte upp redaktionsassistenten Patrik Airosto till taket. Han förlorade därefter mot den svenske thaiboxaren Jörgen Kruth den 27 november 2010 i Stockholm.